# Дес-Плейнс
Дес-Плейнс (англ. Des Plaines) — місто (англ. city) в США, в окрузі Кук штату Іллінойс. Населення — 60 675 осіб (2020). Офіційне прізвисько — «Місто долі». Дес-Плейнс знаходиться в передмісті Чикаго та розташоване неподалік від Міжнародного аеропорту О'Хара.

## Географія
Дес-Плейнс розташований за координатами 42°2′6″ пн. ш. 87°54′4″ зх. д. / 42.03500° пн. ш. 87.90111° зх. д. (42.035118, -87.901072). За даними Бюро перепису населення США в 2010 році місто мало площу 37,34 км², з яких 36,99 км² — суходіл та 0,35 км² — водойми. Через місто протікає річка Дес-Плейнс, від якої воно і отримало назву, що має французьке походження.
Через Дес-Плейнс проходять дві міжштатні автомагістралі I-90 та I-294.

## Демографія

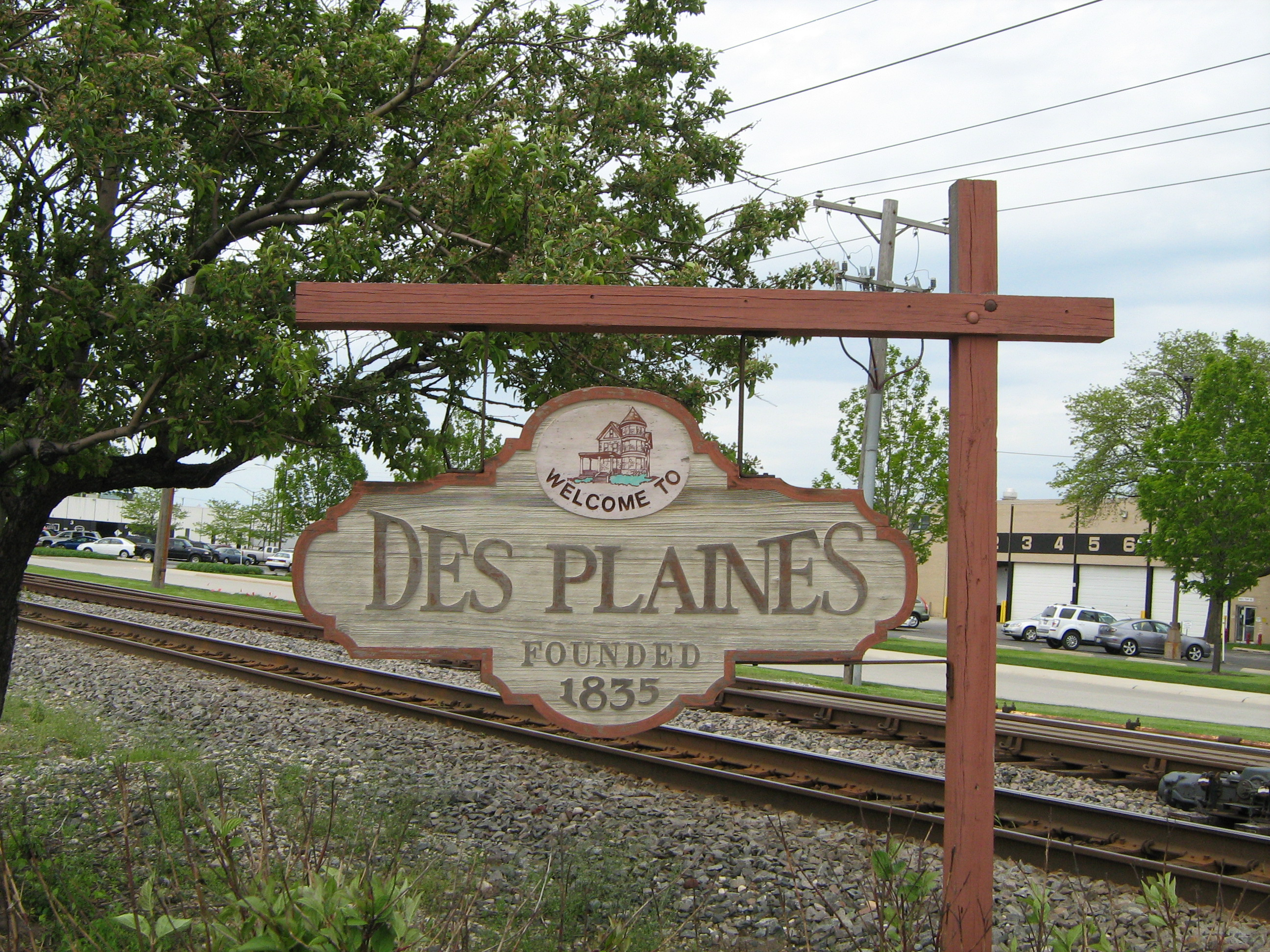
Вивіска на в'їзді в Дес-Плейнс

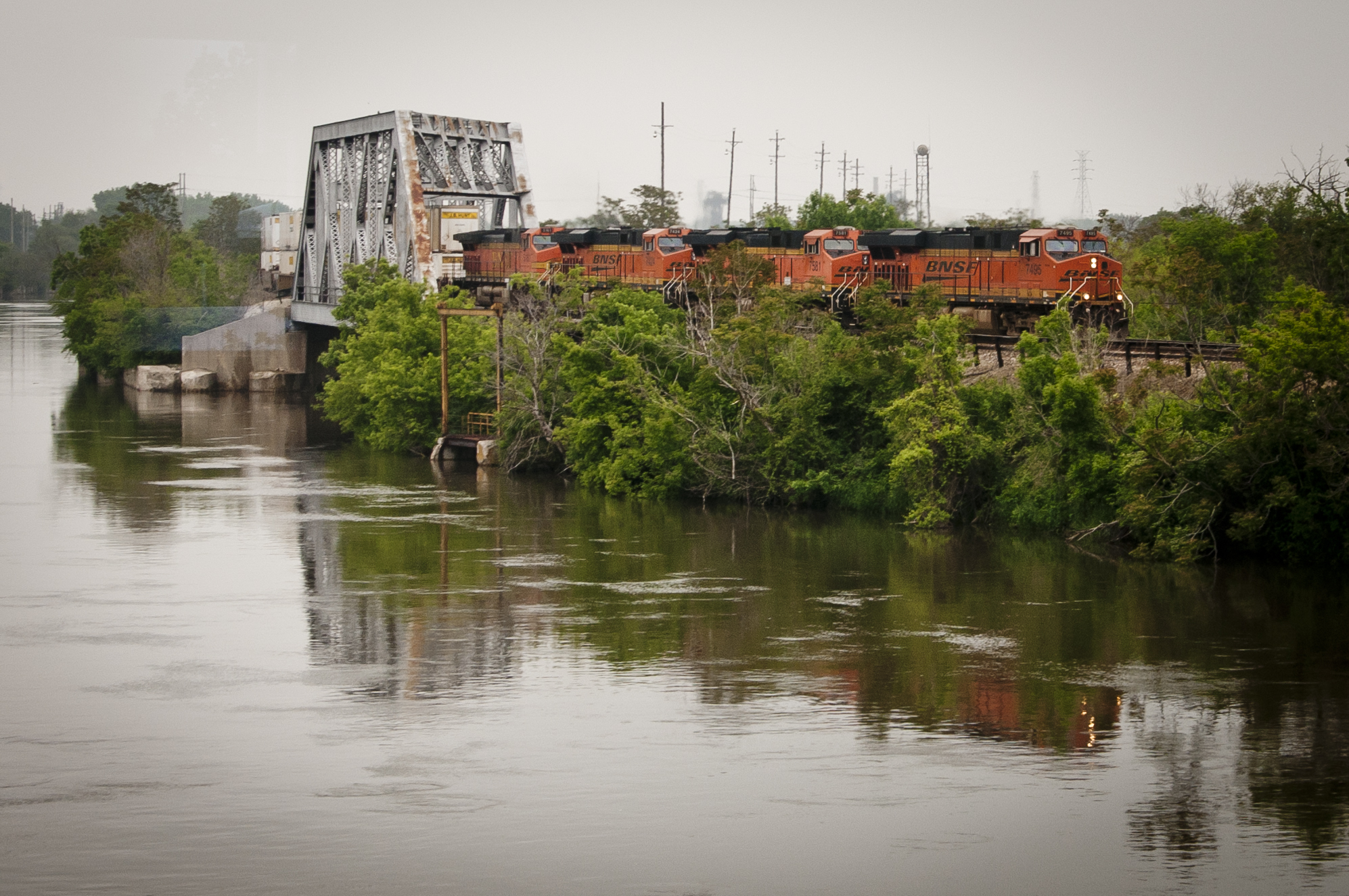
Річка Дес-Плейнс та залізничний міст через канал (2011)

Згідно з переписом 2010 року, у місті мешкали 58 364 особи в 22 700 домогосподарствах у складі 14 824 родин. Густота населення становила 1563 особи/км². Було 24075 помешкань (645/км²).
Расовий склад населення:
| - 77,3 % — білих - 11,4 % — азіатів - 1,8 % — чорних або афроамериканців - 0,6 % — корінних американців - 6,4 % — осіб інших рас |

До двох чи більше рас належало 2,4 %. Частка іспаномовних становила 17,2 % від усіх жителів.
За віковим діапазоном населення розподілялося таким чином: 20,2 % — особи молодші 18 років, 62,7 % — особи у віці 18—64 років, 17,1 % — особи у віці 65 років та старші. Медіана віку мешканця становила 42,2 року. На 100 осіб жіночої статі у місті припадало 94,9 чоловіків; на 100 жінок у віці від 18 років та старших — 92,1 чоловіків також старших 18 років.
Середній дохід на одне домашнє господарство становив 79 296 доларів США (медіана — 65 109), а середній дохід на одну сім'ю — 92 622 долари (медіана — 79 636). Медіана доходів становила 52 279 доларів для чоловіків та 45 903 долари для жінок. За межею бідності перебувало 7,4 % осіб, у тому числі 9,6 % дітей у віці до 18 років та 6,6 % осіб у віці 65 років та старших.
Цивільне працевлаштоване населення становило 30 339 осіб. Основні галузі зайнятості: освіта, охорона здоров'я та соціальна допомога — 21,2 %, виробництво — 13,3 %, роздрібна торгівля — 12,1 %, науковці, спеціалісти, менеджери — 11,4 %.